# 雙鳳鳴
雙鳳鳴（1537年—？），字維禎，號梧冈，陝西慶陽衛軍籍山西文山縣人，明朝政治人物。

## 生平
嘉靖三十七年（1558年）戊午科陝西鄉試第四十九名舉人。隆慶五年（1571年）中式辛未科會試第二百二十四名，三甲第四十名進士。礼部觀政，官大同县知县，萬曆二年（1574年）調河南原武縣，歷四川巴州知州，卒。

## 家族
曾祖雙英；祖父雙鉞；父雙臣，冠帶生員。母王氏；繼母孫氏、黃氏。具庆下。